# Vlag van Nara

Vlag van Nara (ratio 2:3)

De prefecturale vlag van Nara bestaat uit een wit vlak met een wijnrood gestileerd katakana-karakter ナ [na] in het midden. De wijnrode cirkel staat voor de natuur van Nara, de witte kleinere cirkel voor harmonie en de wijnrode rechthoek in het midden voor aanhoudende vooruitgang. De prefecturale vlag werd op 1 maart 1968 aangenomen.